# Günther Schreck
Günther Schreck (* 14. Oktober 1929; † 1978 in Mannheim) war ein deutscher Fußballspieler, der von 1953 bis 1963 als Defensivspieler beim VfR Mannheim 232 Ligaspiele in der damals erstklassigen Fußball-Oberliga Süd absolviert und 4 Tore für den deutschen Meister des Jahres 1949 erzielt hat. Als Routinier folgten noch bis einschließlich der Runde 1966/67 in der zweitklassigen Fußball-Regionalliga Süd 77 Einsätze für die blau-weiß-roten Rasenspieler vom Platz an den Brauereien.

## Spielerkarriere
Ab der Saison 1955/56 war der Abwehrspieler Günther Schreck nicht mehr aus den blau-weiß-roten Reihen in der Oberliga Süd wegzudenken. Ab dieser Saison gehörte er als Leistungsträger der Stammbesetzung der Rasenspieler aus der Quadratestadt an. Debütiert in der Vertragsspielermannschaft des VfR Mannheim hatte er aber bereits am 16. August 1953, bei einer 0:2-Auswärtsniederlage bei der SpVgg Fürth. Dort hatte der Oberliganeuling unter Trainer Hans Pilz als rechter Läufer im damaligen WM-System mit Kurt Keuerleber und Rudolf de la Vigne die Läuferreihe des VfR gebildet. Als der VfR das Lokalderby am 20. September 1953 gegen den SV Waldhof mit 6:2 für sich entscheiden konnte, war er wiederum als rechter Außenläufer im Einsatz. Nach dem 3:2-Heimerfolg am 4. Oktober 1953 gegen den 1. FC Nürnberg war im Sport-Magazin notiert: „In den Reihen des VfR standen in den Außenläufern Schreck und Kreis zwei ehrgeizige und dazu noch vorzügliche Deckungsleute, deren jugendlicher Elan sie sicher noch zu guten Aufbauspielern werden läßt.“
Seine beste Rundenbilanz erreichte Schreck 1955/56, als die Rasenspieler mit 36:24 Punkten hinter dem Karlsruher SC und dem VfB Stuttgart den 3. Rang im Süden belegten. Nach der Hinrunde führte der VfR punktgleich mit dem Karlsruher SC – beide wiesen jeweils 22:8 Punkte auf – die Tabelle an. Am 20. November 1955 hatte man dem KSC mit einem 2:0-Heimerfolg vor 20.000 Zuschauern beide Punkte abgeknöpft und sich an die Tabellenspitze gesetzt. Schreck hatte sich dabei als linker Verteidiger Duelle mit KSC-Rechtsaußen Oswald Traub geliefert und die Abwehr insgesamt den torgefährlichen KSC-Angriff mit Traub, Heinz Ruppenstein, Heinz Beck, Kurt Sommerlatt und Bernhard Termath spielentscheidend in Schach gehalten. In der Rückrunde konnten Schreck und Kollegen die Form der Hinrunde nicht wiederholen und fielen noch auf den 3. Rang zurück und verfehlten damit den Einzug in die Endrunde um die deutsche Fußballmeisterschaft. Der Abwehrspieler hatte alle 30 Ligaspiele absolviert.
Die Saison 1958/59 rangierte er mit dem VfR auf dem 8. Rang, gewann mit den Rasenspielern den Süddeutschen Pokal und lief in der Nordbadischen Vertragsspielerauswahl auf. In einer Nordbadischen Vertragsspielerauswahl (Spieler vom Karlsruher SC, VfR und Waldhof Mannheim) gewann er am 19. November 1958 in Sofia über die dortige B-Nationalmannschaft mit 4:2. Vom VfR waren noch die Mannschaftskollegen Weitz (Torhüter), Schmitt und Langlotz zum Einsatz gekommen. Am 21. Dezember 1958 trat er mit den Rasenspielern beim FC Barcelona zu einem internationalen Freundschaftsspiel an, welches mit 0:3 verloren wurde, aber gegen Gegner wie Kubala, Evaristo und Kocsis bleibende Eindrücke hinterlassen hatte.
Am Rundenende 1958/59 fand das Halbfinalspiel um den Süddeutschen Pokal am 31. Mai 1959 in Konstanz gegen 1860 München statt. Schreck war als linker Verteidiger zum Einsatz gekommen und die Blau-Weiß-Roten setzten sich mit 2:1 durch. Am Rundenbeginn 1959/60, am 6. September 1959, wurde das Finalspiel in Karlsruhe gegen Eintracht Frankfurt ausgetragen. Die Eintracht hatte am 28. Juni das Endspiel um die deutsche Fußballmeisterschaft gegen Kickers Offenbach mit 5:3 n. V. gewonnen. Die Defensive des VfR war der Garant des 1:0-Erfolges gegen den amtierenden Deutschen Meister, und das gegen Angreifer wie Richard Kreß, Dieter Lindner, Erwin Stein, Alfred Pfaff und Erich Bäumler.
Im letzten Jahr der alten erstklassigen Oberliga Süd, 1962/63, absolvierte Schreck 27 Ligaspiele und der VfR belegte den 12. Rang. Mit dem Nachholspiel am 12. Mai 1963, einem 2:2-Auswärtsremis bei Ulm 46, endete das Kapitel der erstklassigen Oberliga Süd. Der energische Zweikämpfer und auf allen Positionen in der Abwehr einsatzbereite Defensivakteur hatte von 1953 bis 1963 in der Oberliga 232 Ligaspiele absolviert und vier Tore für die Rasenspieler aus Mannheim erzielt.
Ab der Saison 1963/64 spielte der VfR Mannheim zweitklassig. Er war nicht für die neue zentrale Leistungsspitze der Fußball-Bundesliga nominiert worden und musste in der Fußball-Regionalliga Süd antreten. Unter Trainer Hans Pilz startete der VfR am 4. August 1963 mit einem 2:2 beim FC Bayern Hof in die Regionalligarunde. Am Rundenende belegte der VfR den 6. Rang und Schreck hatte wiederum in 27 Ligaeinsätzen mitgewirkt. Die gleiche Einsatzquote erreichte er auch im zweiten Regionalligajahr und wiederum landete der alte Traditionsverein aus der Kurpfalz auf dem 6. Rang. In den nächsten zwei Jahren verringerten sich seine Einsätze und nach insgesamt 77 Regionalligaspielen beendete er im Sommer 1967 seine vierzehnjährige Zeit in der 1. Mannschaft vom VfR Mannheim. Mit seinem Einsatz am 11. Dezember 1966, bei einem 2:1-Auswärtserfolg beim BC Augsburg, endete seine Aktivität als Vertragsfußballer. An der Seite von Spielern wie Hans Benzler, Walter Duttenhofer, Lutz Streitenbürger, Günter Rehbein und Wolfgang Platz beendete er seine langjährige Spielerlaufbahn.